# Канина (река)
 Тази статия е за реката в Западните Родопи.  За крепостта в Албания вижте Канина.  
Канина (или Канина река) е река в Южна България, област Благоевград, община Гърмен, ляв приток на река Места. Дължината ѝ е 36 km. Отводнява част от югозападните склонове на рида Дъбраш в Западните Родопи.
Река Канина извира на 1726 m н.в. от южното подножие на връх Свети Петър (1745 m) в рида Дъбраш на Западните Родопи. Отначало тече на запад в слабо наклонена и гъсто залесена долина. След устието на десния си приток река Вищерица завива на юг и долината ѝ става много дълбока, със стръмни и обезлесени склонове. В този участък наклонът на течението е много голям и Канина образува множество прагове и водопади. След село Марчево навлиза в Гоцеделчевската котловина, образува голям наносен конус и се влива отляво в река Места на 503 m н.в., на 2 km източно от Гоце Делчев.
Площта на водосборния басейн на реката е 234 km2, което представлява 6,79% от водосборния басейн на река Места. Средната надморска височина на басейна ѝ е 1400 m.
Основни притоци: → ляв приток, ← десен приток
- ← Чукурска река
- ← Ранча
- ← Хайдушка река
- → Чарково дере
- ← Банкова ливада
- → Гърмодско дере
- ← Вищерица (най-голям приток)
- ← Голямо Конско дере
- → Дряновска река

Среден годишен отток при село Огняново 2,95 m3/s. Реката има дъждовно-снежно подхранване с максимален отток през април и минимален през септември.
По течението на Канина са разположени две села в Община Гърмен: Огняново и Марчево.
Част от водите на Канина и притока ѝ Вищерица се отклоняват към горното течение на река Доспат и съответно към язовир „Доспат“ посредством 7 водохващащи съоръжения и тунел под рида Дъбраш. В най-долното ѝ течение водите ѝ се използват за напояване.

## Топографска карта
- Лист от карта K-34-84. Мащаб: 1 : 100 000.
- Лист от карта K-34-96. Мащаб: 1 : 100 000.